# Moto aérodynamique
Une moto aérodynamique est une moto dont le carénage va au-delà d'un carénage « plein » ou « poubelle », pour former une coque aérodynamique afin de minimiser la traînée. Cela permet d'atteindre des vitesses de pointe plus élevées, comme dans le cas du record de vitesse au sol pour les motos, et augmente l'efficacité énergétique, comme dans le cadre du Craig Vetter Fuel Economy Challenge. Souvent, il s'agit de motos « pieds en avant » ou dont le conducteur est en position couchée, plutôt que penché vers l'avant, pour réduire la zone frontale exposée au vent de face.

## Galerie

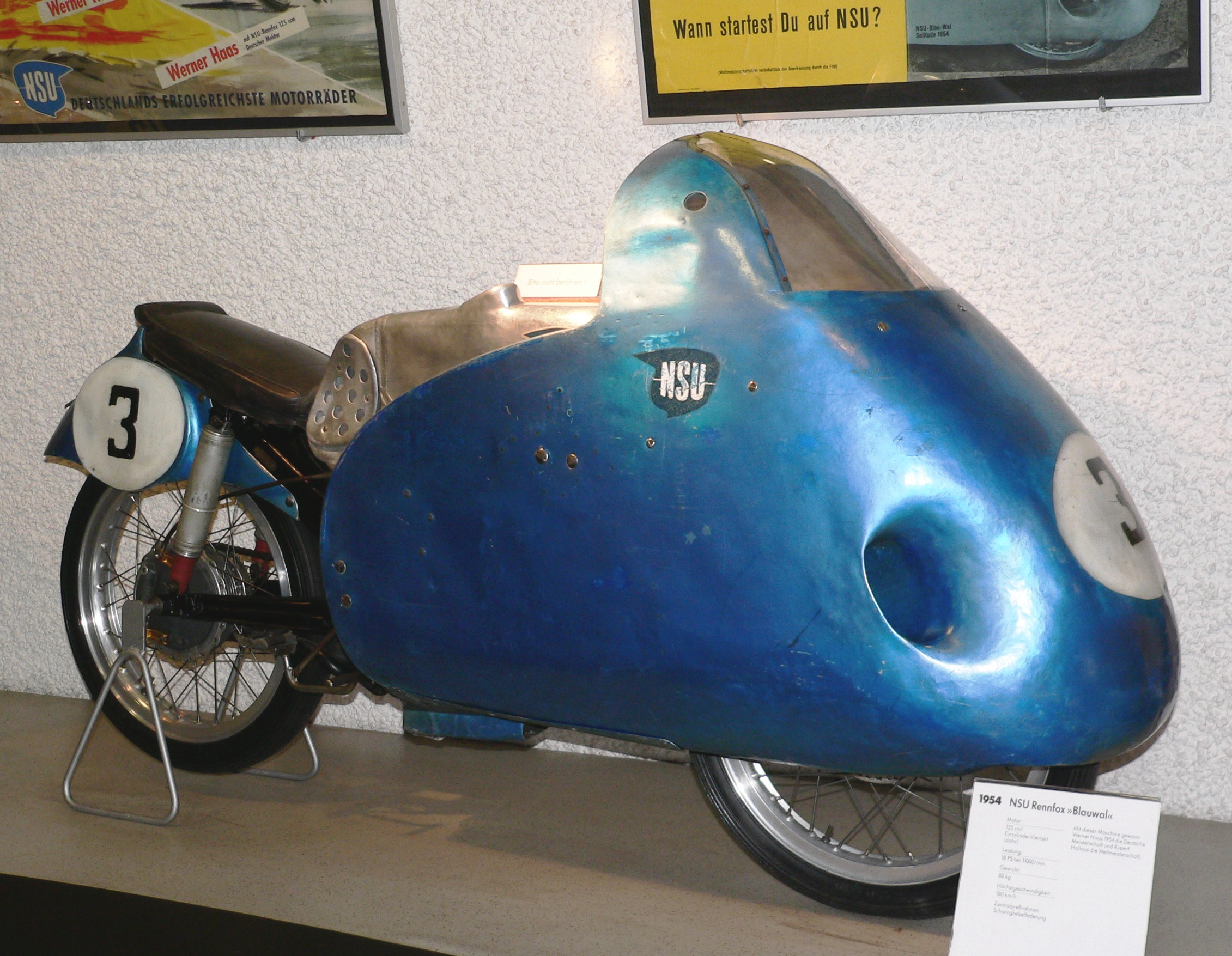
NSU Rennfox GP 125 OHC Twin (1954).
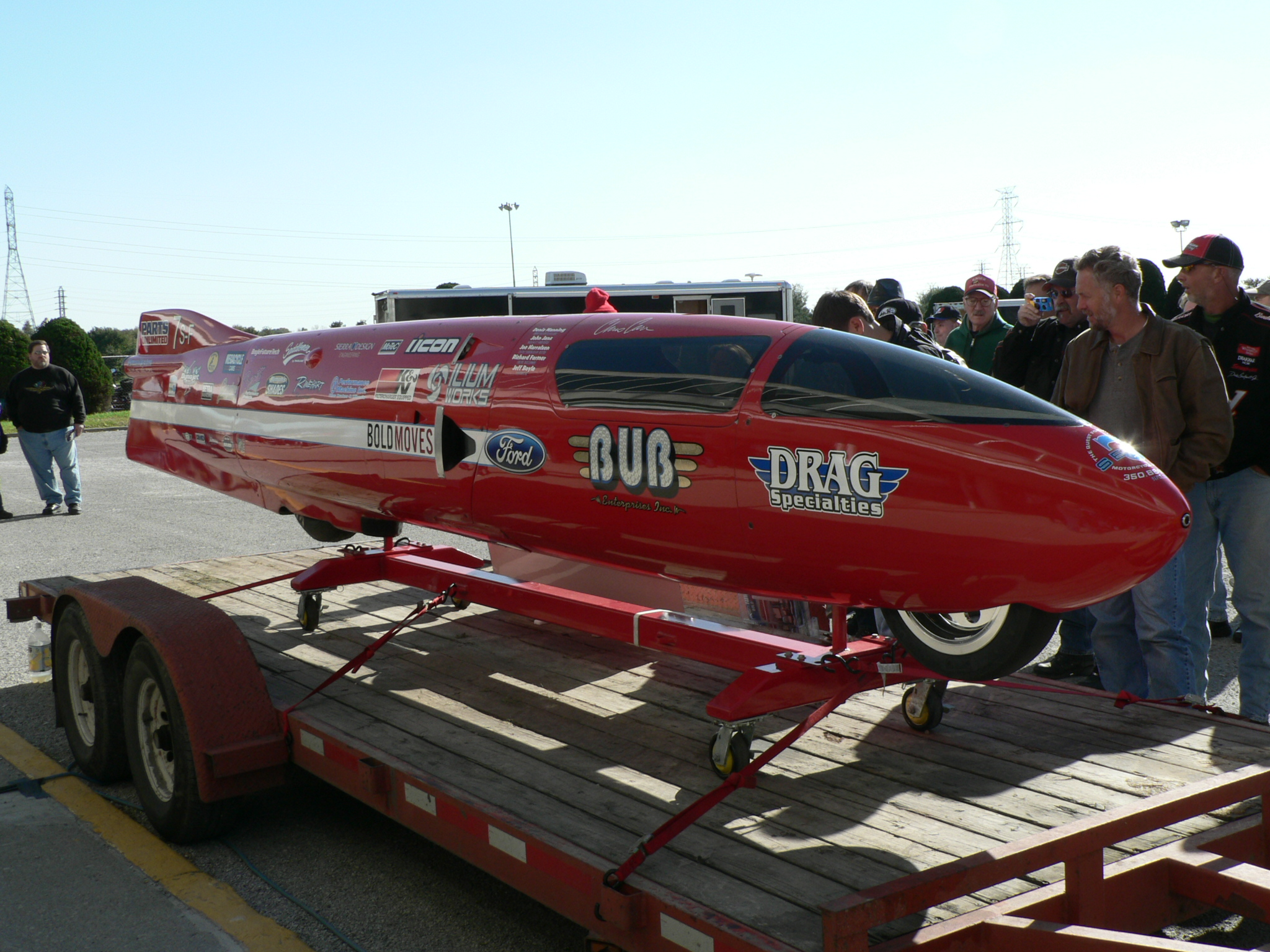
BUB Seven Streamliner.
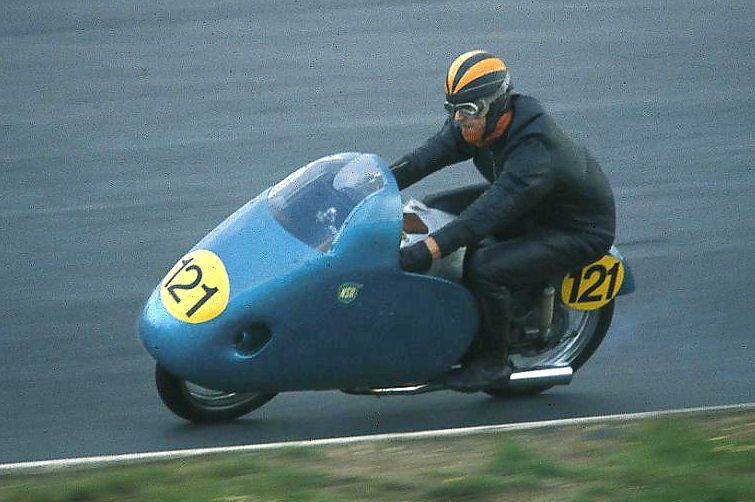
NSU Rennmax GP 250 OHC Twin (1954).
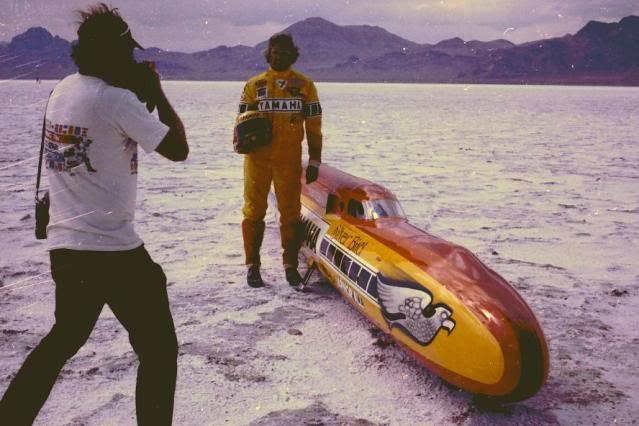
Silver Bird.